# Coenotephria dubia
Coenotephria dubia là một loài bướm đêm trong họ Geometridae.